# Ann Sheridan
Clara Lou Sheridan (Denton, Texas, 21 de fevereiro de 1915 — Los Angeles, 21 de janeiro de 1967), mais conhecida como Ann Sheridan, foi uma atriz norte-americana.

## Biografia

### Infância e adolescência
Clara Lou Sheridan foi a mais nova de cinco irmãos, filha de um mecânico de Denton, no Texas, e gostava de atletismo, chegando a fazer parte do time de basquete do North Texas State Teacher's College. Sua irmã enviou uma foto sua para a Paramount, e Ann acabou estreando na tela aos 19 anos, após vencer um concurso de beleza cujo prêmio era fazer parte de um filme.

### Carreira
Ann abandonou os estudos para seguir a carreira cinematográfica. Seus primeiros papéis foram uma participação em Wagon Wheels e em “Search For Beauty”, ambos em 1934. Sob seu nome verdadeiro, Clara Lou, teve participação em 12 filmes naquele ano, e mais doze no ano seguinte. Em 1936, trocou seu nome para Ann Sheridan. 
Posteriormente, deixou a Paramount e assinou com a Warner Brothers, e em 1938, já sob o nome Ann Sheridan, apareceu em Angels with Dirty Faces, tornando-se a partir de então uma mais glamourosas atrizes de Hollywood. Sheridan se tonou o sex symbol da Warner, e chegou a receber mais de 250 cartas de fãs propondo casamento em uma única semana.. Apelidada "The Oomph Girl," Sheridan foi uma popular pin-up dos anos 40, aparecendo em filmes que nem sempre pretendiam mostrar seu talento.
Ela foi a heroína da história Ann Sheridan and the Sign of the Sphinx, escrita por Kathryn Heisenfelt, publicada pela Whitman Publishing Company em 1943. Ela é parte de uma série denominada "Whitman Authorized Editions", 16 livros publicados entre 1941 e 1947, que apresentavam a atriz como heroína.

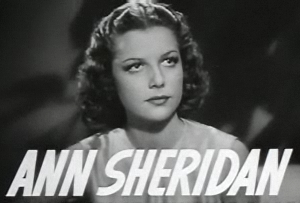
Ann Sheridan em Indianapolis Speedway, 1939

Sheridan fez papéis mais profundos e mereceu reações positivas da crítica em filmes como Angels with Dirty Faces (1938), ao lado de James Cagney e Humphrey Bogart, Dodge City (1939), ao lado de Errol Flynn e Olivia de Havilland, Torrid Zone com Cagney, They Drive by Night, com George Raft e Bogart, The Man Who Came to Dinner (1942), com Bette Davis, e Kings Row (1942), ao lado de Ronald Reagan, Robert Cummings, e Betty Field. Sheridan também participou de musicais, tais como Thank Your Lucky Stars (1943) e Shine On, Harvest Moon (1944). Ela também participou de Nora Prentiss e The Unfaithful, em 1947.
Em 1949, estrelou I Was a Male War Bride, sob a direção de Howard Hawks, estrelando Cary Grant, mas a partir dos anos 50, sua carreira entrou em declínio, com poucas oportunidades de fazer bons filmes.
Mudou-se para Nova York e fez alguns trabalhos para a TV, com destaque para o papel de Henrietta Hanks no western comédia Pistols 'n' Petticoat (“As Valentonas do Oeste”, no Brasil), série em 21 episódios, de 1966 a 1967, e durante os anos 60 na série Another World.

### Casamentos
Ann Sheridan teve três casamentos, mas não teve filhos. Seus maridos foram Edward Norris (de 16 de agosto de 1936 a 6 de outubro de 1939), George Brent (de 5 de janeiro de 1942 a 5 de janeiro de 1943) e Scott McKay (de 5 de junho de 1966 até a morte da atriz).

### Morte
Fumante inveterada, Ann morreu de câncer no esôfago e no fígado em 1967, aos 52 anos; foi cremada e suas cinzas estão no Hollywood Forever Cemetery. Por sua contribuição para o cinema, Ann Sheridan tem uma estrela na Calçada da Fama, no 7024 Hollywood Boulevard.

## Filmografia
Cinema